# Scaphoideus cyprius
Scaphoideus cyprius är en insektsart som beskrevs av Ball 1932. Scaphoideus cyprius ingår i släktet Scaphoideus och familjen dvärgstritar. Inga underarter finns listade i Catalogue of Life.